# نوفاكورد
يعتبر نوفاكورد (بالإنجليزية: Novachord)‏ أول سنثسيزر بولفوني تجاري في العالم. جميع مكوناته إلكترونية ويتضمن عدة عناصر دارات وتحكم توجد في السنثسيزرات الحديثة، كما يستخدم تصنيع الصوت الطرحي. صممه جون إم هانرت، لورنس هاموند، و سي إن ويليامز، وصنعته شركة هاموند. صنعت 1069 نوفاكوردات فقط في الفترة من 1939 إلى 1942. كان واحدا من المنتوجات الإلكترونية التي أصدرتها شركة هاموند وليس الغرض منها تقليد صوت الأورغن.